# Alleycat race
Un alleycat race (anglés per a «cursa de gat de carrer») és una cursa ciclista no oficial, que normalment té lloc en grans ciutats i normalment amb bicicletes de pinyó fix. No sempre es fan de manera legal, i sovint al mig del trànsit normal a les carreteres. L'encant per als corredors, a principis bicimissatgers de professió, no només és el repte de guanyar, però igualment fer part d'una subcultura semiclandestina.

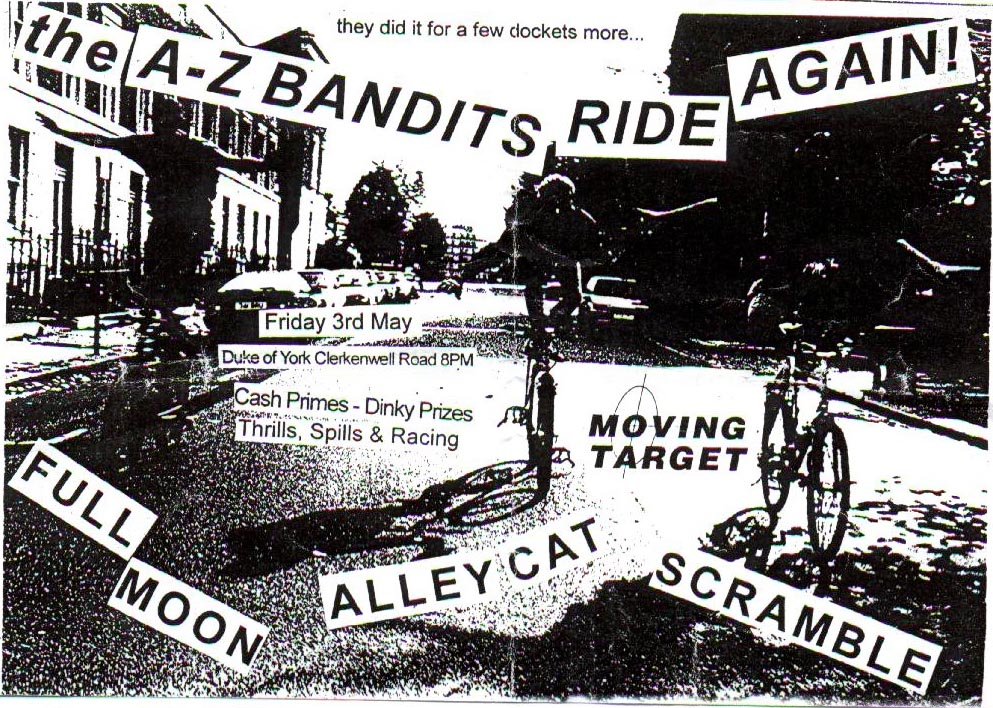
Cartell d'un alleycat race a Londres el 1997

La primera cursa coneguda com a alleycat race es va organitzar a Toronto el 30 d'octubre de 1989 i es va seguir celebrant per Halloween i Sant Valentí els cinc anys següents. Quan el 1993 els missatgers de Toronto (organitzadors de la cursa) van participar en la primera cursa internacional de missatgers, el C.M.W.C de Berlín, la seva proesa es va popularitzar i escampar per tot el món. Actualment són cada cop més populars. En veure els riscs per als altres vianants, es preconitza una mica més de regulació. El novembre 2014, la guàrdia urbana de Barcelona va anunciar una major vigilància per a contenir el fenomen dins límits més segurs.

## Regles
Encara no és un esport organitzat formalment i les regles poden variar. Contenen sovint, entre d'altres:
- Controls de pas (Checkpoints): generalment el primer control de pas es facilita als participants a la sortida, quan s'hi arriba es facilita el següent i així successivament fins al darrer. Aquest estil és el més semblant a la feina que desenvolupen els missatgers amb bici, que són els inspiradors dels "alleycats".
- Tasques: als punts de control els participants han de realitzar alguna tasca, ja sigui física com pujar escales, fer una proesa damunt la bici, o qualsevol cosa que se li pugui ocurrir als organitzadors.
- Up Front: en aquestes curses, els organitzadors lliuren els punts de control entre 5 i 30 minuts abans de la sortida, per tal que els participants puguin escollir el recorregut.
- Punts: en algunes curses a cada control de pas s'atorga una quantitat diferent de punts, el ciclista pot decidir a quin control de pas parar i a quin no.